# Spellsinger
Spellsinger è un romanzo fantasy scritto nel 1983 dallo scrittore statunitense Alan Dean Foster. È il primo libro dell'omonimo ciclo.

## La trama
La storia è ambientata in un mondo fantastico, in cui gli animali sono antropomorfi, sanno parlare e sono intelligenti quanto gli umani. In questo mondo gli uomini e alcuni animali, per lo più uccelli e mammiferi, vivono insieme in una società simile a quella dei racconti medievali. Questa società è spesso minacciata dai Plated Folk, insetti giganti le cui terre sono separate da quelle degli uomini e degli animali da un grande muro divisorio che periodicamente i Plated Folk prendono d'assalto. Questi tentativi sono sempre vanificati.
Un giorno Clothahump, una tartaruga antropomorfa, nonché il più potente mago del pianeta, scopre che i Plated Folk sono riusciti a venire in possesso di una potentissima arma proveniente da un mondo parallelo, la Terra. Per scongiurare la minaccia Clothahump decide di usare la sua magia per trasportare, dallo stesso mondo da cui proviene l'arma, un potente mago: un ingegnere. Il suo incantesimo da un risultato inatteso: Clothahump trasporta nel suo mondo un sanitation engineer, un ingegnere delle pulizie, cioè uno studente in legge che si guadagna da vivere facendo le pulizie. il ragazzo, Jonathan Thomas Meriweather (Jon-Tom), rivela delle qualità inaspettate, è uno spellsinger: una persona in grado di realizzare degli incantesimi (in inglese spell significa incantesimo) attraverso la musica (in inglese singer significa cantante).